# Helmut Hanschmann

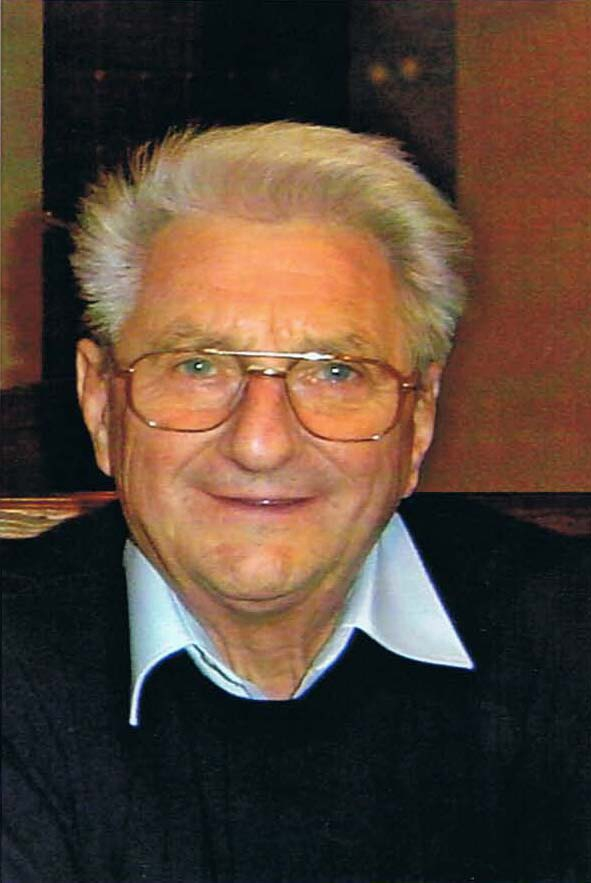
Helmut Hanschmann 2004 (vor seinem 70. Geburtstag)

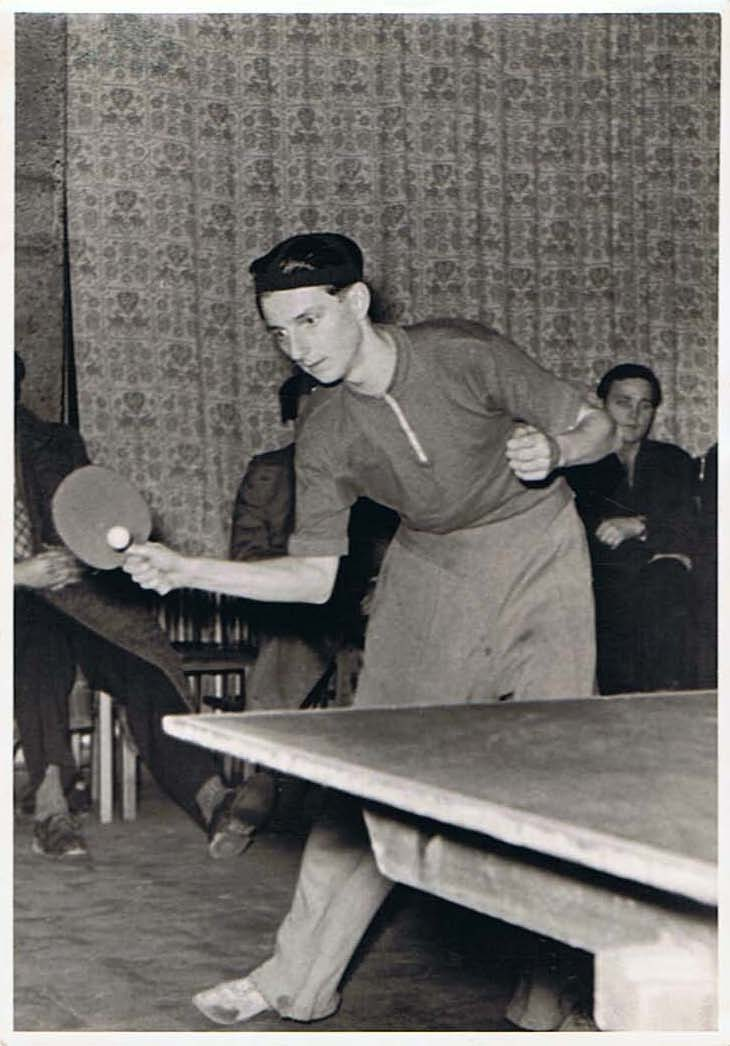
Helmut Hanschmann 1952 Jena

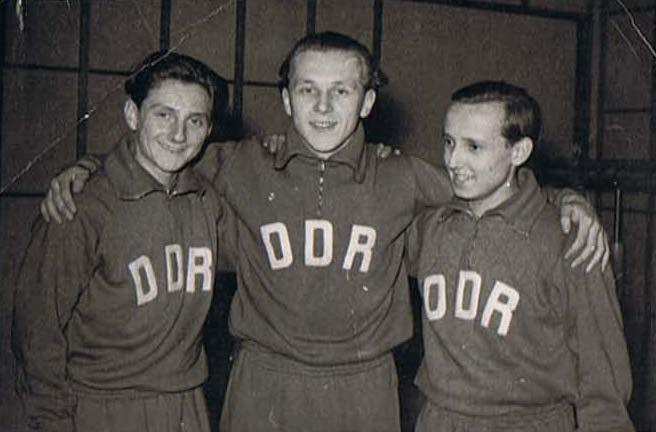
(von links nach rechts) Helmut Hanschmann, Heinz Schneider und Heinz Reimann beim Länderkampf Rumänien – DDR (4:5), 1953 in Bukarest

Helmut Hanschmann (* 3. November 1934 in Döbeln; † 29. Oktober 2006 in Jena) war ein Tischtennisspieler der DDR. In den 1950er Jahren gehörte er zu deren Spitzenspielern. Er wurde zehnmal DDR-Meister und nahm dreimal an Weltmeisterschaften teil.

## Erfolge
Hanschmann – oft abkürzend „Hadschi“ genannt – wuchs in Döbeln auf. 1948 schloss er sich dem Verein Motor Döbeln an. Hier entwickelte er sich zu einem erfolgreichen Spieler. Mehrmals gewann der die Jugendmeisterschaft von Sachsen. Nach dem Abitur ging er 1953 an die Universität Jena, um hier Chemie zu studieren. Von da an lebte er in Jena und spielte dort für den Verein FC Carl Zeiss Jena, der sich später in BSG Motor Jena und SC Motor Jena umbenannte. 1951 hatte er seinen ersten Erfolg, als er mit R. Kramer deutscher Jugendmeister im Doppel wurde. Ein Jahr später belegte er im Einzel den zweiten Platz.
Mit der Herrenmannschaft von Jena wurde er von 1952 bis 1955 sowie 1958 und 1959 DDR-Meister. 1953 und 1954 nahm er an den Gesamtdeutschen Meisterschaften teil und erreichte im Mixed mit Hannelore Hanft jeweils Platz zwei. Bei den Individualmeisterschaften der DDR holte er von 1955 bis 1957 dreimal in Folge den Einzeltitel. Im Doppel siegte er viermal: 1953 und 1955 mit Heinz Reimann, 1956 mit Peter Schmidt, 1957 mit Günter Matthias. Dazu kommen drei Titel im Mixed mit Hannelore Hanft von 1954 bis 1956.
Hanschmann bestritt von 1951 und 1954 acht Länderspiele in einer gesamtdeutschen Mannschaft und etwa 50 Länderspiele für die DDR. Seinen ersten Einsatz hatte er 1951 in Bukarest beim 5:4-Erfolg der DDR gegen Rumänien. Seine Einladung zur Weltmeisterschaft 1952 in Bombay musste er kurzfristig wegen Ischias-Beschwerden absagen. Danach wurde er noch für die Weltmeisterschaften 1953 und 1954 als Teil einer gesamtdeutschen Mannschaft nominiert. Dabei erreichte er 1953 mit der gesamtdeutschen Mannschaft Platz sieben. 1959 nahm er als DDR-Nationalspieler teil.
Für seine Erfolge wurde Hanschmann 1954 mit dem Ehrentitel Meister des Sports ausgezeichnet.
Bei der Europameisterschaft 1958 in Budapest kam er mit seinem Partner Heinz Haupt im Doppel nach dem Sieg über die Ungarn Zoltán Berczik/Ferenc Sidó ins Halbfinale. Hier waren die späteren Vizeeuropameister Toma Reiter/Otto Bottner (Rumänien) zu stark. Diese Bronzemedaille war die erste deutsche Medaille bei einer Europameisterschaft.
1958 gewann Hanschmann auf einer Chinareise gegen den amtierenden Weltmeister Jung Kuo-Tuan.
In der gesamtdeutschen Rangliste wurde Hanschmann 1954 hinter Conny Freundorfer auf Platz zwei geführt. 1965 beendete er seine aktive Laufbahn.
Hanschman starb 2006 nach kurzer schwerer Krankheit. Er wurde auf dem Jenaer Nordfriedhof bestattet.

## Beruflicher Werdegang
Hanschmann schloss den Besuch der Lessing-Oberschule in Döbeln mit dem Abitur mit Note „gut“ ab. Danach betrieb er ein Chemiestudium an der Universität Jena, das er mit der Beurteilung „sehr gut“ abschloss. Danach arbeitete er am Institut für Mikrobiologie und Experimentelle Therapie (das spätere Leibniz-Institut für Naturstoff-Forschung und Infektionsbiologie). 1969 promovierte er an der Friedrich-Schiller-Universität Jena mit der Bewertung Magna cum laude. Nach der Wende war er am Institut für Molekulare Biotechnologie Jena beschäftigt.

## Privat
Hanschmann war verheiratet und hatte einen Sohn.

## Turnierergebnisse
| Verband | Veranstaltung       | Jahr | Ort      | Land | Einzel     | Doppel     | Mixed        | Team |
| ------- | ------------------- | ---- | -------- | ---- | ---------- | ---------- | ------------ | ---- |
| GDR     | Europameisterschaft | 1958 | Budapest | HUN  | letzte 16  | Halbfinale |              |      |
| GDR     | Weltmeisterschaft   | 1959 | Dortmund | FRG  | letzte 256 | letzte 64  | keine Teiln. | 17   |
| GER     | Weltmeisterschaft   | 1954 | Wembley  | ENG  | letzte 128 | letzte 64  | letzte 128   | 11   |
| GER     | Weltmeisterschaft   | 1953 | Bukarest | ROU  | letzte 64  | letzte 16  | keine Teiln. | 7    |